# Bubenheim (Pfalz)

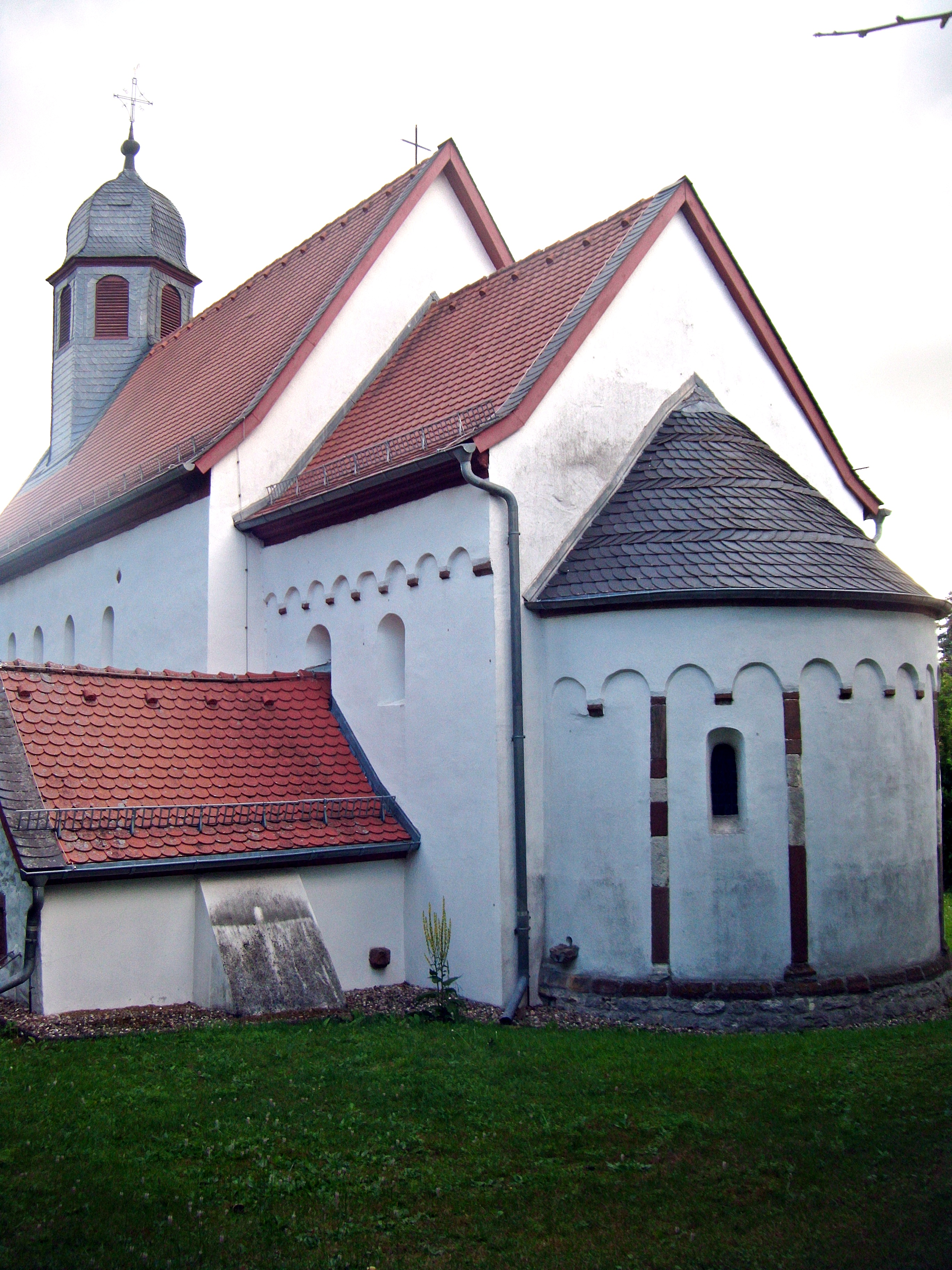
St. Peterskirche Bubenheim, die älteste romanische Dorfkirche der Pfalz

Bubenheim (pfälzisch: Buwerum) ist eine Ortsgemeinde im Donnersbergkreis in Rheinland-Pfalz. Sie gehört der Verbandsgemeinde Göllheim an.

## Geographie
Bubenheim liegt nördlich des Naturparks Pfälzerwald, zwischen Kaiserslautern und Worms. Westlich befindet sich Ottersheim, nördlich Zellertal und im Süden liegt Biedesheim. Durchflossen wird Bubenheim vom Ammelbach.
Bedeutendstes Bauwerk ist die romanische St. Peterskirche, von 1163. Sie gilt als älteste romanische Dorfkirche der Pfalz und wurde von dem Priester Gottfried von Beselich erbaut, dessen Bauinschrift und Bilddarstellung sich dort erhalten hat.
Zu Bubenheim gehören auch die Wohnplätze Borkensteinermühle, Dörrmühle und Kalkwerk.

## Geschichte
Aus der Steinzeit sind Spuren einer bandkeramischen Siedlung an der Borkensteiner Mühle erhalten; aus der Eisenzeit wurden Bestattungen der Urnenfelderkultur bzw. der älteren Latènezeit entdeckt.
Bubenheim ist eine fränkische Gründung des 6./7. Jahrhunderts und gehörte zum Wormsgau. 1140 wird der Ort erstmals in der Schreibung Bubinheim (= Heim des Bobo) urkundlich erwähnt, als Graf Ludwig III. von Arnstein Bubenheim der neu gestifteten Prämonstratenserabtei Arnstein (Lahn) übertrug. Die Vogteirechte lagen zuerst bei der Pfalzgrafschaft, dann bei Kurpfalz. 1478 wurde Bubenheim an das St. Martinsstift in Worms verkauft. Die Oberhoheit lag jedoch auch weiterhin bei Kurpfalz (Unteramt Dirmstein; ab 1705 Unteramt Freinsheim im Oberamt Alzey).
Bubenheim entstand als Haufendorf rechts des Ammelbaches. Der Gründungskern ist identisch mit dem herrschaftlichen sog. Großen Hof südwestlich der Kirche des 11. Jhdts., die in einem befestigten Friedhof lag. Im Spätmittelalter entstand eine erste Bebauung an der heutigen Hauptstraße. 1452 werden Dorfmühle und -backhaus erstmals erwähnt. 1491 zählte Bubenheim 12 Herdstellen. 1535 wird eine befestigte Toranlage und 1580 die Einfriedung durch Bannzäune erstmals erwähnt. Infolge des Dreißigjährigen Krieges (1618–1648) zählte Bubenheim 1667 nur noch 56 Einwohner. Im 18. Jahrhundert erfolgte ein erheblicher Bevölkerungszuwachs.
Im Jahr 1794 wurde Bubenheim mit der gesamten Pfalz von französische Revolutionstruppen besetzt. Von 1798 bis 1814 gehörte der Ort dem Kanton Göllheim im Département du Mont-Tonnerre an.
Nach einer Phase der österreichisch-bayerischen Verwaltung (1814–1816) kam die Pfalz 1816 an Bayern, wo sie bis 1946 verblieb. Bubenheim wurde 1818 in das Landkommissariat (seit 1862 Bezirksamt) Kirchheimbolanden eingegliedert. 1938 wurde das Bezirksamt Kirchheimbolanden in Landkreis Kirchheimbolanden umbenannt, der nach 1946 Teil des Landes Rheinland-Pfalz wurde. 1969 wurden die rheinland-pfälzischen Landkreise Kirchheimbolanden und Rockenhausen zum Donnersbergkreis vereinigt.

## Politik

### Gemeinderat
Der Gemeinderat in Bubenheim besteht aus acht Ratsmitgliedern, die bei der Kommunalwahl am 9. Juni 2024 in einer Mehrheitswahl gewählt wurden, und dem ehrenamtlichen Ortsbürgermeister als Vorsitzendem.

### Bürgermeister
Ortsbürgermeister ist Thomas Lebkücher. Er wurde vom Gemeinderat in seiner konstituierenden Sitzung im August 2019 einstimmig in seinem Amt bestätigt. Da für die Direktwahl am 9. Juni 2024 erneut keine Bewerbungen eingereicht wurden, oblag – wie bereits 2019 – die Neuwahl des Bürgermeisters gemäß rheinland-pfälzischer Gemeindeordnung dem Rat, der auf seiner konstituierenden Sitzung am 27. August 2024 Thomas Lebkücher für weitere fünf Jahre in seinem Amt bestätigte.

### Wappen
| Wappen von Bubenheim | Blasonierung: „In Schwarz auf einem silbernen Pferd der Heilige Sankt Martin in goldenem Gewand und roter Kopfbedeckung, in der rechten Hand ein silbernes Schwert, damit sein Gewand teilend, vor ihm kniend ein Bettler.“ |
| Wappen von Bubenheim | |

### Gemeindepartnerschaften
Es besteht eine Partnerschaft mit der thüringischen Gemeinde Oberbösa.

## Verkehr
In kurzer Entfernung befinden sich die A 63 im Westen, die A 6 im Süden und die A 61 im Osten.
An den öffentlichen Personennahverkehr ist die Gemeinde durch die Buslinie 904 angebunden, die von Behles Bus betrieben wird. Der nächste regelmäßig bediente Bahnhof befindet sich im 8 km entfernten Monsheim.

## Söhne und Töchter der Gemeinde
- Johannes Oßwalt (1867–1935), Verwaltungsjurist und Bezirksamtmann